# Диалекты чешского языка

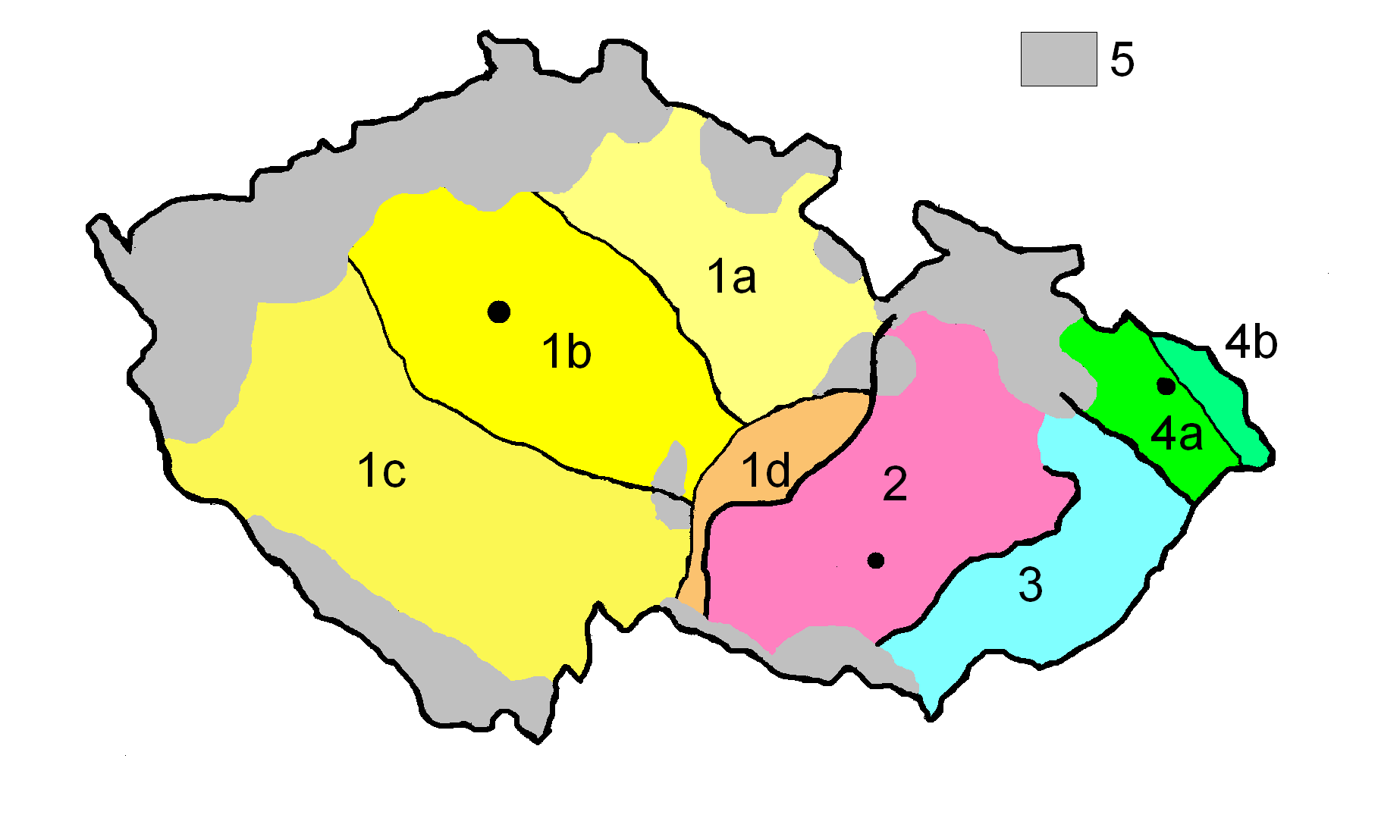
Диалекты чешского языка:
1. Собственно чешская группа диалектов (1a — северо-восточный диалект, 1b — центральный диалект, 1c — юго-западный диалект, 1d — юго-восточный диалект)
2. Центральноморавская группа диалектов
3. Восточноморавская группа диалектов
4. Североморавская группа диалектов (4a — силезско-моравские диалекты, 4b — силезско-польские диалекты)
5. смешанные диалекты

Диале́кты че́шского языка́ (чеш. Nářečí češtiny) — территориальные разновидности чешского языка, распространённые в Чехии главным образом среди сельского населения. Выделяется четыре основные группы диалектов: собственно чешская, центральноморавская (ганацкая), североморавская (силезская, или ляшская) и восточноморавская (моравско-словацкая). Диалекты первой группы распространены в Чехии, ареалы трёх остальных диалектных групп размещены в Моравии.
Для территории распространения чешских диалектов характерна континуальная непрерывность, продолжающаяся и на территорию словацких диалектов. Исключение составляют разного рода смешанные диалекты, сформировавшиеся преимущественно в периферийных районах Чехии, в так называемых новонаселённых областях, в результате перемещений чешского и немецкого населения после второй мировой войны. На крайнем северо-востоке Моравии в чешско-словацко-польском пограничье расположена область переходных чешско-польских говоров.
Центральный чешский (среднечешский) диалект является основой литературного чешского языка, на его базе сформировалась также и наддиалектная форма — народно-обиходный чешский язык (obecná čeština). Чешские диалекты взаимопонимаемы носителями из разных диалектных регионов. В настоящее время диалектные различия стираются под влиянием литературного и обиходно-разговорного чешского языка.

## Классификация
В составе каждой из четырёх диалектных групп различаются обособленные ареалы (диалекты, группы говоров, говоры), в которых отмечается ряд диалектных признаков, отличающих данный диалект от других диалектов определённой территории. Так, например, в составе чешской диалектной группы выделяют центральный, северо-восточный, юго-западный и юго-восточный диалекты, в составе юго-западного диалекта в свою очередь могут быть выделены ходские, дудлебские и другие говоры и т. д.:
- Чешские диалекты (česká nářečí, skupina česká)
  - Центральный (среднечешский) диалект (nářečí středočeská)
  - Северо-восточный чешский диалект (nářečí severovýchodočeská), включая подкрконошские (úseky podkrknošský a pojeśtědský), кладские (kladské nářečí) и литомишльские (úsek litomyślský) говоры
  - Юго-западный чешский диалект (nářečí jihozápadočeská), включая ходские (домажлицкие) (úsek chodský (domažlický)) и дудлебские (úsek doudlebský) говоры
  - Юго-восточный (nářečí jihovýchodočeská) (чешско-моравский переходный) (přechodný pás česko-moravský) диалект
- Центральноморавские (ганацкие) диалекты (středomoravská (hanácká) nářečí, skupina středomoravská (hanácká))
  - Центральный диалект (typ centrálni)
  - Горский диалект (typ horský)
  - Знойемский диалект (typ znojemský)

Выделяются кроме того окраинные диалекты: западный (typ západní), северный (typ severní) и восточный (typ východní), а также чугацкий диалект (typ čuhácký)
- Североморавские (силезские, ляшские) диалекты (slezská (lašská) nářečí, skupina slezská (lašská))
  - Опавский диалект (nářečí opavská (západní)), включая западноопавские говоры (úsek západoopavský)
  - Остравский диалект (nářečí ostravská (střední)), включая горноостравские говоры (úsek hornoostravický)
  - Силезско-моравский диалект (nářečí slezskomoravská (jižní))
  - Смешанная чешско-польская языковая область (smíšená jazyková oblast česko-polská)
- Восточноморавские (моравско-словацкие) диалекты (východomoravská (moravskoslovenská) nářečí, skupina východomoravská (moravskoslovenská))
  - Словацкий диалект (nářečí slovácká), включая дольские говоры (úsek dolský)
  - Валашский диалект (nářečí valašská), включая кельчские говоры (úsek kelečský)

Выделяются также копаничарские говоры (úsek kopaničářský)

## Интердиалекты
На основе диалектов чешского языка сформировались наддиалектные языковые формы. Выделяют четыре главных интердиалекта, сложившихся на основе чешской и трёх моравских диалектных групп: чешский (obecná čeština), ганацкий (obecná hanáčtina), моравско-словацкий (obecná moravská slovenština) и ляшский, или силезский (obecná laština (slezština)).
Сформировавшийся в результате интеграции из собственно чешских диалектов во 2-й половине XVIII—XIX веках центральночешский интердиалект впоследствии дал начало такому наддиалектному образованию, как народно-обиходный чешский язык (obecná čeština), превратившийся к настоящему времени в общенародную субстандартную форму чешского языка (во всяком случае, в пределах региона западной и центральной Чехии и смежных с Чехией районов Моравии) — обиходно-разговорный чешский язык является основным средством общения в городах в ареале распространения собственно чешских диалектов, в моравских и силезских городах большей частью распространены областные интердиалекты.
Вопрос о возникновении наддиалектных образований в Моравии, подобных чешскому, является спорным. Исследователями чешского языка отмечается, что интеграция внутри моравских диалектных групп была намного меньшей и на территории их распространения сформировались только областные интердиалекты, не являющиеся региональными разновидностями обиходного чешского языка. Моравские интердиалекты образуют лишь «субстрат», при интерференции с которым в Моравии распространяется обиходный язык из Чехии.

## Новонаселённые области
Особая ситуация с функционированием диалектов наблюдается в так называемых новонаселённых областях — в основном в периферийных районах, таких как Судеты, юго-западные районы Шумав, окрестности Микулова и другие, а также в бывших этнических островах в центральных районах Чехии, где до 1945 года преобладало немецкое население. Данные области заново населялись выходцами из различных районов чешскоязычной, отчасти также словацкоязычной территорий.
Для новонаселённых областей был характерен процесс языковой унификации — интерференции различных диалектных систем, наиболее выразительно проявившейся у представителей молодого поколения.
В ряде мест новонаселённых областей сложилось население с численно преобладающими
выходцами из соседних регионов с исконно чешским населением, у них диалекты как правило сохранялись, заметных отличий от материнских диалектов у переселенческих не формировалось.
В некоторых местах новонаселённых областей, в частности на северо-западе моравско-силезского региона, носители разных диалектов селились более или менее пропорционально, для них был характерен процесс формирования новых вариантов разговорного языка с сильным влиянием чешского литературного языка.

## Диалектные различия
Для чешских диалектов характерны особенности, отличающие их на всех языковых уровнях: в фонетике, грамматике, лексике. К основным диалектным различиям чешского языка относятся:
1. Наличие или отсутствие долгих гласных и дифтонгов;
2. Состав долгого вокализма;
3. Число парных мягких согласных;
4. Реализация фонемы v;
5. Упрощение и неупрощение геминат;
6. Ассимиляция согласных по глухости/звонкости;
7. Тип сандхи перед гласными и сонорными;
8. Распределение протетических согласных (‘ (гортанный приступ), v и h);
9. Наличие или отсутствие слогообразующих r̥ и l̥.
10. Дифференциация твёрдых и мягких типов склонения имён и местоимений;
11. Формы притяжательных прилагательных;
12. Окончания презентных форм 1-го лица единственного числа глаголов;
13. Окончания презентных форм 3-го лица множественного числа глаголов типа prosit («просить»), umět («уметь»);
14. Лексический состав;

## Чешская диалектология
Началом изучения чешских диалектов считают 40-е годы XIX века, к этому времени относятся исследования основоположника чешской диалектологии А. В. Шембера, которые он опубликовал позднее в своей работе Základové dialektologie československé (1864). В 1860-е годы появляются исследования, посвящённые отдельным чешским диалектам (в их числе работа Ф. Бартоша Dialektologie moravská (1 — 1886, 2 — 1895), содержащая описание диалектов Моравии и чешской части бывшей Силезии), а также диалектологические словари (Dialektický slovník moravský (1906) Ф. Бартоша и другие).
Дальнейшее развитие диалектологии в конце XIX века отмечается появлением разного рода работ, посвящённых диалектным группам и отдельным диалектам, выполненных с применением сравнительно-исторического метода, в начале XX века начинает также распространяться лингвогеографический метод исследования.
Развитие нового направления в чешской диалектологии отражено в исследованиях Б. Гавранека. Так, в его работе Nářečí česká (1934) даётся синтетическое описание чешских диалектов. Б. Гавранек разрабатывает методологически совершенно новое исследование, используя все имеющиеся к тому времени работы по чешской диалектологии, а также собственные материалы. В его монографии приводится традиционное деление диалектов чешского языка на собственно чешские, среднеморавские, или ганацкие, моравско-словацкие (восточноморавские) и ляшские (силезские), исследуются проблемы классификации диалектов, переходные явления, развитие интердиалектов и т. д. Чешский язык на всей территории распространения и на отдельных его участках представлен как единство, связанное целым рядом явлений и общих тенденций развития, и в то же время дифференцированное рядом различительных признаков.
Большое внимание Б. Гавранеком уделено проблемам лингвогеографии — в его работе приводится большое количество карт, показывающих границы распространения отдельных диалектных явлений или их групп.
После появления работы Б. Гавранека по инициативе Ф. Травничека и Б. Гавранека появляются первые попытки систематического изучения диалектов. С исследования А. Келлнера силезских диалектов в работе Štramberské nářečí (1939), ставшей в значительной мере образцом для последующих работ, посвященных отдельным диалектам, началась серия монографий Moravská a slezská nářečí, организованная диалектологической комиссией Матицы Моравской в Брно.
Из исследований, посвящённых отдельным диалектным областям, отмечаются работы Východolašská nářečí (1 — 1946, 2 — 1949) А. Келлнера — исследования диалектов переходной чешско-польской полосы в чехословацкой части Тешинской Силезии, Dolská nářečí na Moravě (1954) Я. Белича — исследования переходных диалектов на южной границе восточноморавской и среднеморавской областей, Severní pomezí moravskoslovenských nářečí (1964) Й. Скулины — описание северной части восточноморавских диалектов, Nářečí na Břeclavsku a v dolním Pomoraví (1966) Ф. Сверака — описание южной части восточноморавских диалектов, Polsko-laskie pogranicze językowe na terenie Polski (1951, 1953) К. Дейны — описание силезских диалектов чешского типа на польской территории и смежных с ними силезских диалектов польского типа.
Систематическое лингвогеографическое описание чешских диалектов начинается после второй мировой войны. С 1947 по 1962 годы проводится первый этап сбора материала для создания чешского диалектологического атласа. Материалы собирались на основе составленных Чешской диалектологической комиссией вопросников для отдельных диалектных областей чешского языка. Руководство сбором и картографированием материала по сетке, включающей все населённые пункты Чехии, осуществлялось Институтом чешского языка в Праге и в Брно. Новые данные позволили внести уточнения по многим вопросам чешской диалектологии, в том числе и по классификации, дали представление о современном состоянии чешских диалектов, стали основой новых работ по диалектологии, таких, как монография Ворача Česká nářečí jihozápadní (1955), посвящённая юго-западному диалекту, исследование С. Утешены Nářečí přechodného pásu česko-moravského (1960), описывающее диалекты на чешско-моравской границе.
Сводный вопросник Dotazník pro výzkum českých nářečí (1964—1965), составленный отделением диалектологии Института чешского языка АН ЧССР, открыл новый этап работы над чешским диалектологическим атласом. Для его создания был собран материал из около 400 сельских населённых пунктов на территории с исконно чешским населением.
Помимо изучения диалектов сельского населения исконных территорий чешские диалектологи занимаются исследованиями городской речи (интердиалектов), диалектов новонаселённых областей (работа Б. Коуделы К vývoji lidového jazyka v českém pohraničí severozápadním (1958) и другие). Создаются словари диалектных регионов (Slovník středoopavského nářečí А. Лампрехта (1963) и другие).
Также диалектологи Чехии уделяют внимание специальным вопросам: проблемам произношения (Výslovnost na Zábřežsku В. Мазловой 1949 года), вопросам интонации (О hudební stránce středočeské věty С. Петржика 1938 года, Zvuková stránka souvislé řeči v nářečích na Těšínsku М. Ромпортла 1958 года).
Исследуются проблемы исторической диалектологии (в работах К otázce původu českých nářečních oblastí С. Утешены 1958 года, Jazykové vlivy karpatské salašnické kolonizace na Moravě А. Вашка 1967 года, Z historické dialektologie opavské А. Лампрехта 1951 года и других).
Проводится изучение чешских диалектов за рубежом: в работе Gwara kuczowska na tle innych gwar czeskich К. Дейны 1955 года устанавливается происхождение диалекта чешского населённого пункта в Лодзинском воеводстве в Польше, в работе О jazyce českých osad na jihu rumunského Banátu, Český lid С. Утешены 1962 года и других исследуются диалекты чешских колоний в Банате.